# Gante-Wevelgem 1998
La Gante-Wevelgem 1998 fue la 60ª edición de la carrera ciclista Gante-Wevelgem y se disputó el 8 de abril de 1998 sobre una distancia de 208 km.  
El vencedor fue el belga Frank Vandenbroucke (Mapei-Bricobi), que se impuso en solitario después de atacar a sus dos compañeros de fuga a falta de 2 kilómetros de la llegada. El danés Lars Michaelsen (TVM-Farm Frites) y el belga Tristan Hoffman (Mapei-Bricobi) completaron el podi.

## Clasificación final
| Posición | Ciclista            | Equipo                    | Tiempo     |
| -------- | ------------------- | ------------------------- | ---------- |
| 1        | Frank Vandenbroucke | Mapei-Bricobi             | 5h 06' 00" |
| 2        | Lars Michaelsen     | TVM-Farm Frites           | + 7"       |
| 3        | Nico Mattan         | Mapei-Bricobi             | + 7"       |
| 4        | Andrei Tchmil       | Lotto-Mobistar            | + 30"      |
| 5        | Laurent Desbiens    | Cofidis                   | + 30"      |
| 6        | Erik Zabel          | Team Deutsche Telekom     | + 30"      |
| 7        | Henk Vogels         | GAN                       | + 30"      |
| 8        | Peter Van Petegem   | TVM-Farm Frites           | + 30"      |
| 9        | Jeroen Blijlevens   | TVM-Farm Frites           | + 30"      |
| 10       | Fabio Baldato       | Riso Scotti-MG Maglificio | + 30"      |